# Eupoa
Eupoa is een geslacht van spinnen uit de familie springspinnen (Salticidae).

## Soorten
De volgende soorten zijn bij het geslacht ingedeeld:
- Eupoa hainanensis Peng & Kim, 1997
- Eupoa jingwei Maddison & Zhang, 2007
- Eupoa liaoi Peng & Li, 2006
- Eupoa maculata Peng & Kim, 1997
- Eupoa nezha Maddison & Zhang, 2007
- Eupoa prima Żabka, 1985
- Eupoa yunnanensis Peng & Kim, 1997